# Kootenayscolex barbarensis
Kootenayscolex barbarensis — викопний вид багатощетинкових кільчастих червів, що існував у кембрійському періоді, 508 млн років тому.

## Назва
Родова назва Kootenayscolex означає «хробак з Кутенея», вказує на те, що скам'янілості черв'яка знайдено у Національному парку Кутеней. Вид K. barbarensis названо на честь канадського палеонтолога Барбари Полк Мілштейн, фахівця з палеофауни формації Берджес-Шейл.

## Скам'янілості
З 2012 по 2016 роки у відкладеннях формації Берджес-Шейл у Британській Колумбії (Канада) палеонтологи з університету Торонто і Королівського музею Онтаріо під керівництвом Жана-Бернара Карона виявили понад 500 решток поліхет невідомого виду. У 2018 році описано новий вид та рід кембрійських червів — Kootenayscolex barbarensis.

## Опис
Деякі з скам'янілостей Берджес-Шейла добре збереглися, подекуди видно навіть фрагменти нервової і судинної тканини. Kootenayscolex barbarensis досягали 3 см завдовжки і жили на дні моря. Їх тіло складалося із сегментів, максимум з 25, і на кожному росло до 56 щетинок, деякі з яких були зазубрені і служили для захисту. На голові у поліхети були два сенсорних щупальця і коротка антена, якою черви, можливо, сканували простір безпосередньо перед собою. За словами дослідників, це дозволяє припустити, що K. barbarensis вели активний спосіб життя і пересувалися за допомогою щетинок. Вони харчувалися мікроорганізмами з придонного осаду, який проціджували у кишечнику.